# Gastrina cristaria
Gastrina cristaria är en fjärilsart som beskrevs av Achille Guenée 1858. Gastrina cristaria ingår i släktet Gastrina och familjen mätare. Inga underarter finns listade i Catalogue of Life.